# 毛梗兰
毛梗兰（学名：Eriodes barbata）为兰科毛梗兰属下的唯一一个种。为陆生兰，分布于印度、泰国、缅甸至中国云南。。毛梗兰产于云南南部至西南部海拔1400-1700米的山地林缘或疏林中树干上。